# Waschelwitz
Waschelwitz, polnisch Wasiłowice (1936–1945: Tiefengrund) ist eine Ortschaft in der Gemeinde Zülz (Biała) im Powiat Prudnicki (Kreis Neustadt O.S.) in der polnischen Woiwodschaft Oppeln.

## Geographie

### Geographische Lage
Das Straßendorf Waschelwitz liegt im Süden der historischen Region Oberschlesien. Der Ort liegt etwa zwei Kilometer nordwestlich des Gemeindesitzes Zülz, etwa 13 Kilometer nordöstlich der Kreisstadt Prudnik und etwa 35 Kilometer südlich der Woiwodschaftshauptstadt Opole.
Waschelwitz liegt in der Nizina Śląska (Schlesische Tiefebene) innerhalb der Kotlina Raciborska (Ratiborer Becken). Östlich des Ortes fließt das Zülzer Wasser (poln. Biała).

### Nachbarorte
Nachbarorte von Waschelwitz sind im Westen Schmitsch (Śmicz) und Mühlsdorf (Miłowice), im Norden Ottok (Otoki), im Nordosten Ellguth (Ligota Bialska), im Süden die Stadt Zülz und im Südwesten Groß Pramsen (Prężyna).

## Geschichte
Der Ort entstand Anfang des 16. Jahrhunderts und wurde 1531 erstmals urkundlich erwähnt. 1531 erfolgten eine Erwähnung als „Waschlowitze“ sowie 1534 als „Warsowitze“.
Nach dem Ersten Schlesischen Krieg 1742 gelangte Waschelwitz mit dem größten Teil Schlesiens an Preußen.
Nach der Neuorganisation der Provinz Schlesien gehörte die Landgemeinde Waschelwitz ab 1816 zum Landkreis Neustadt O.S. im Regierungsbezirk Oppeln. 1845 bestanden im Dorf eine Weberei, eine Schmiede sowie 44 weitere Häuser. Im gleichen Jahr lebten in Waschelwitz 253 Menschen, allesamt katholisch. 1855 lebten 277 Menschen in Waschelwitz. 1865 bestanden im Ort neun Bauern-, 13 Gärtnerstellen und 17 Häuslerstellen. Eingeschult und eingepfarrt waren die Bewohner nach Zülz. 1874 wurde der Amtsbezirk Zülz-Land gegründet, welcher aus den Landgemeinden Zülz Altstadt, Grabine, Groß Pramsen, Ottok, Schönowitz und Waschelwitz bestand. 1885 zählte Waschelwitz 300 Einwohner.
Bei der Volkszählung 1910 hatte Waschelwitz 273 Einwohner, davon 25 deutscher und 248 polnischer Muttersprache. Trotz der polnischsprachigen Bevölkerungsmehrheit lag Waschelwitz außerhalb des Abstimmungsgebietes bei der Volksabstimmung in Oberschlesien am 20. März 1921 über die weitere staatliche Zugehörigkeit. Die Nachbarorte, die an der Abstimmung teilnehmen konnten, stimmten jedoch wie auch der gesamte Stimmkreis Neustadt O.S. mit großer Mehrheit für einen Verbleib bei Deutschland.
1933 lebten im Ort 293 Einwohner. Ab 1933 führten die neuen nationalsozialistischen Machthaber groß angelegte Umbenennungen von Ortsnamen slawischen Ursprungs durch. Am 18. August 1936 wurde Waschelwitz in Tiefengrund umbenannt. Mit Auflösung des Amtsbezirks Zülz-Land kam Tiefengrund 1938 zum Amtsbezirk Lößtal. 1939 hatte der Ort 283 Einwohner. Bis 1945 befand sich der Ort im Landkreis Neustadt O.S.
1945 kam der bisher deutsche Ort unter polnische Verwaltung und wurde in Wasiłowice umbenannt und der Woiwodschaft Schlesien angeschlossen. 1950 kam der Ort zur Woiwodschaft Oppeln und seit 1999 gehört er zum Powiat Prudnicki. Am 6. März 2006 wurde in der Gemeinde Zülz, der Waschelwitz angehört, Deutsch als zweite Amtssprache eingeführt. Am 24. November 2008 erhielt der Ort zusätzlich den amtlichen deutschen Ortsnamen Waschelwitz.

## Sehenswürdigkeiten und Denkmale
- Kapelle mit Glockenturm
- Denkmal für die Gefallenen beider Weltkriege
- Hölzernes Wegekreuz
- Bildstock